# Ten Days in the Valley
Ten Days in the Valley, ou 10 jours dans la vallée au Québec, est une série télévisée dramatique américaine en dix épisodes de 42 minutes créée par Tassie Cameron et diffusée entre le 1er octobre 2017 et le 6 janvier 2018 sur le réseau ABC et en simultané sur le réseau CTV au Canada.
En France, la série est diffusée depuis le 2 octobre 2017 sur Polar+ et au Québec, depuis le 5 octobre 2017 sur le réseau V. Elle reste inédite dans les autres pays francophones.

## Distribution

### Acteurs principaux
- Kyra Sedgwick (VF : Élisabeth Fargeot) : Jane Sadler
- Adewale Akinnuoye-Agbaje (VF : Jean-Paul Pitolin) : détective John Bird
- Erika Christensen (VF : Christine Bellier) : Ali Petrovitch
- Kick Gurry (VF : Jean-Michel Fête) : Pete Greene
- Felix Solis (VF : Marc Saez) : David Gomez
- Josh Randall (VF : Jean-Marc Charrier) : Tom Petrovich
- Malcolm-Jamal Warner (VF : Namakan Koné) : Matt Walker
- Francois Battiste (VF : Jean-Baptiste Anoumon) : Gus Tremblay
- Abigail Pniowsky (VF : Marie Nedelec) : Lake Sadler-Greene

### Acteurs récurrents et invités
- Ella Thomas : Isabel Knight
- Emily Kinney (VF : Karine Foviau) : Casey
- Gage Golightly (VF : Vanessa Van-Geneugden) : Lynn
- Currie Graham : Henry Vega
- Nelson Lee : Sheldon
- Ali Stroker (VF : Diane Kristanek) : Tamara
- Beth Triffon (VF : Juliette Poissonnier) : Mackenzie
- Mark L. Young (en) : PJ
- Ali Liebert (VF : Olivia Luccioni) : détective Nickole Bilson

- Version française

Société de doublage : Nice Fellow
Direction artistique : Catherine Le Lann
 Source et légende : version française (VF) sur RS Doublage

## Production
La série a débuté en février 2016, avec Demi Moore en vedette,. Elle a quitté le projet pour des raisons inconnues et a été remplacé par Kyra Sedgwick, lorsque ABC a commandé directement la série sans passer par la case pilote.
Le casting a repris à la fin novembre 2016, dans cet ordre : Erika Christensen, Felix Solis et Kick Gurry, Malcolm-Jamal Warner, Emily Kinney, Adewale Akinnuoye-Agbaje, Francois Battiste, Currie Graham, Nelson Lee, Abigail Pniowsky, Josh Randall, Ali Stroker, Ella Thomas, Beth Triffon et Mark L. Young, et Ali Liebert.
Lors des Upfronts le 16 mai 2017, ABC place la série à l'automne les dimanches à 22 h.
Le 26 octobre, déçue des audiences, ABC déplace la série dans la case du samedi dès la mi-décembre.

## Épisodes
1. Jour 1 : Fondu (Day 1: Fade In)
2. Jour 2 : Entre vérité et fiction (Day 2: Cutting Room Floor)
3. Jour 3 : Histoires de scénaristes (Day 3: Day Out of Days)
4. Jour 4 : La fin justifie les moyens (Day 4: Below the Line)
5. Jour 5 : Scenario bis (Day 5: Back to Ones)
6. Jour 6 : Un jour sans (Day 6: Down Day)
7. Jour 7 : Scoop (Day 7: Breaking the Story)
8. Jour 8 : Erreur de casting (Day 8: Against Type)
9. Jour 9 : Nouveaux rôles (Day 9: Recast)
10. Jour 10 : Fin de saison (Day 10: Fade Out)

## Audiences
Le pilote a été vu par 3,44 millions de téléspectateurs aux États-Unis.